# Laura Novelle López
Laura Novelle López, més coneguda com a Laura Novelle (O Carballiño, 1978) és una investigadora, documentalista, bibliotecària i escriptora gallega.
Llicenciada en Història i amb un postgrau en Gestió documental per la Universitat Jaume I, ha gaudit de diverses beques d'investigació acadèmica i participat durant 11 anys en projectes universitaris d'investigació finançats amb fons públics. Posteriorment, ha treballat com a docent als diversos campus de la Universitat de Vigo (UVIGO), i en tasques tècniques a les biblioteques públiques de la Xarxa de Biblioteques Públiques de la Xunta de Galícia i en biblioteques privades. També s'ha dedicat a la divulgació científica per a estudiants d'Humanitats a través del seu bloc "Docendo Discitur". En aquest vessant, ha publicat diversos llibres com Sobrevivir al trabajo fin de grado en Humanidades y Ciencias Sociales. Todo lo que necesitas saber, 39 escalones con vistas al mar o De la arcilla al ebook: Historia del libro y las bibliotecas, que ja compta amb una segona edició actualitzada.
Nouvelle pateix síndrome de Liddle, un tipus d'encefalopatia que l'acompanya des del naixement i redueix molt la seva mobilitat. Ella mateixa diu al seu blog: "Tinc una mena de paràlisi cerebral, però no tinc una ment paralitzada". Es resisteix a què la seva característica de persona amb discapacitat absorbeixi tota la seva identitat i amagui moltes altres habilitats.
En les eleccions municipals espanyoles de 2019  va formar part de la candidatura del BNG de A Pobra do Caramiñal, situada en el tercer lloc de la llista.